# Вильмустоссу
Вильмустоссу́ (фр. Villemoustaussou) — коммуна во Франции, находится в регионе Лангедок — Руссильон. Департамент коммуны — Од. Входит в состав кантона Конк-сюр-Орбьель. Округ коммуны — Каркасон.
Код INSEE коммуны — 11429.

## Население
Население коммуны на 2008 год составляло 3132 человека.
| 1962 | 1968 | 1975 | 1982 | 1990 | 1999 | 2008 |
| ---- | ---- | ---- | ---- | ---- | ---- | ---- |
| 947  | 1059 | 1706 | 2254 | 2729 | 2696 | 3132 |

## Экономика
В 2007 году среди 1992 человек в трудоспособном возрасте (15—64 лет) 1408 были экономически активными, 584 — неактивными (показатель активности — 70,7 %, в 1999 году было 68,6 %). Из 1408 активных работали 1263 человека (651 мужчин и 612 женщин), безработных было 145 (64 мужчины и 81 женщина). Среди 584 неактивных 163 человека были учениками или студентами, 274 — пенсионерами, 147 были неактивными по другим причинам.